# Palicourea leucantha
Palicourea leucantha är en måreväxtart som beskrevs av D.A.Sm.. Palicourea leucantha ingår i släktet Palicourea och familjen måreväxter. Inga underarter finns listade i Catalogue of Life.